# دستور کار مخفی (فیلم ۱۹۹۰)
دستور کار مخفی (به انگلیسی: Hidden Agenda) فیلمی محصول سال ۱۹۹۰ و به کارگردانی کن لوچ است. در این فیلم بازیگرانی همچون فرانسیس مک‌دورمند، برایان کاکس، براد دوریف، مای زترلینگ، جان بنفیلد، دس مک‌آلر، جیم نورتون، مائوریس رووس، ایان مک‌الینی و میشل فرلی ایفای نقش کرده‌اند.